# Filho do homem veio para servir
O Filho do homem veio para servir se refere a um episódio da vida de Jesus narrado em Mateus 20:20–28 e Marcos 10:35–45. Nele Jesus trata do tema da expiação.

## Narrativa bíblica
Mateus 20:20–28 conta que a mulher de Zebedeu se aproximou de Jesus com seus filhos (Tiago e João) e lhe pediu eles se sentassem um de cada lado no seu reino. Jesus replicou que eles não sabiam o que estavam pedindo e quis saber se ambos estavam prontos para «...beber o cálice que eu estou para beber» (Mateus 20:22), ao que ambos responderam que sim. Ainda assim, Jesus respondeu-lhes que lhe cabia definir quem estaria ao seu lado e sim ao Pai.
Ouvindo o diálogo, os discípulos se indignaram, mas Jesus os chamou e discursou:
| “ | «Sabeis que os governadores dos gentios dominam os seus vassalos, e sobre eles os grandes exercem autoridade. Não é assim entre vós. Mas quem quiser tornar-se grande entre vós, será esse o que vos sirva; e quem quiser ser o primeiro entre vós, será esse o vosso servo. É assim que o Filho do homem não veio para ser servido, mas para servir e dar a sua vida em resgate de muitos.» (Mateus 20:24–28) | ” |

No Evangelho de Mateus e no de Marcos, Jesus explica que "...o Filho do homem não veio para ser servido, mas para servir e dar a sua vida em resgate de muitos.". O "resgate" pago pelo Filho do homem" é um elemento da doutrina comum da expiação no cristianismo.
Em Marcos, este episódio acontece logo depois de Jesus profetizar sua morte e segue:
| “ | «Sabeis que os que são reconhecidos como governadores dos gentios, dominam sobre os seus vassalos, e sobre eles os seus grandes exercem autoridade. Porém não é assim entre vós. Mas quem quiser tornar-se grande entre vós, será esse o que vos sirva; e quem quiser ser o primeiro entre vós, será esse servo de todos.» (Marcos 10:42–44) | ” |

## Interpretação
A identificação de Jesus com o Filho do homem, no contexto de Daniel 7:13–14, coloca a morte e o resgate que Ele paga num patamar mais elevado de proeminência do que outras profecias e mártires, mesmo do seu contemporâneo João Batista. Posteriormente no Novo Testamento, em Mateus 26:63–64, quando Jesus se assume como o Filho do homem de Daniel, os sumo-sacerdotes judeus o acusam de blasfêmia.

## Exegese bíblica
A Bíblia de Jerusalém comenta a passagem por meio de notas de rodapé e indicações de paralelismos relativas a Mateus 20:20–28 e Marcos 10:35–45, nas quais observa que:
1. em Mateus 19:28 Jesus diz aos seus discípulos que eles "se sentarão em doze tronos para julgar as doze tribos de Israel";
2. os apóstolos querem uma manifestação imediata do Reino de Deus, mas tal manifestação somente ocorrerá na Segunda Vinda de Jesus;
3. a compreensão da palavra cálice citada por Jesus é facilitada pela leitura de Mateus 26:39, Marcos 14:36 e João 18:11;
4. na narrativa encontrada no Evangelho de Marcos além da referência a um cálice há, também, uma referência a um batismo;
5. Tiago foi morto por Herodes Agripa I por volta do ano 44 (Atos 12:2);
6. a missão de Jesus na terra não é de distribuir recompensas aos homens, mas de sofrer para salvá-los (cf. João 3:17 e João 12:47);
7. destaca paralelismos entre: Mateus 20:24–28 e Lucas 22:24–27; Mateus 20:26, Marcos 9:35 e João 13:4–15; e Mateus 20:28, Mateus 8:20 c/c Mateus 26:28, I Timóteo 2:6 e Romanos 5:6–21;
8. os pecados humanos fazem com que exista uma dívida do homem para com a justiça divina, que teria como consequência a morte (cf. I Coríntios 15:56, II Coríntios 3:7–9, Galátas 3:13 e Romanos 8:3–4), e Jesus pagará o resgate com o seu sangue para libertar os homens da servidão do pecado e da morte (Romanos 3:24, I Coríntios 6:20, I Coríntios 7:23 e Galátas 4:5), conforme fora predito a respeito do "Servo de Javé" (Isaías 53:11);
9. foram encontradas algumas versões do Evangelho de Mateus que acrescentam a seguinte passagem (semelhante a Lucas 14:8–10) após Mateus 20:28:

| “ | Mas vós, de pequenos (que sois), procurai torna-vos grandes e de grandes (que sois) vos tornai pequenos. Quando chegares a um banquete ao qual te convidaram, não ocupes os lugares de honra, para que não apareça alguém mais digno do que tu, e o mestre do banquete venha dizer-te: 'Fica ali mais em baixo', e te cubras de vergonha. Mas, se ocupares um lugar inferior e chegar uma pessoa menos digna do que tu, o mestre do banquete te dirá: 'Chega-te mais para cima', e isso será vantajoso para ti | ” |

.
A Edição Pastoral da Bíblia comenta a passagem por meio de uma nota de rodapé relativa Marcos 10:32–45 , que diz que:
| “ | Jesus anuncia a sua morte como consequência de toda a sua vida. Enquanto isso, Tiago e João sonham com poder e honrarias, suscitando discórdia e competição entre os outros discípulos. Jesus mostra que a única coisa importante para o discípulo é seguir o exemplo dele: servir e não ser servido. Em a nova sociedade que Jesus projeta, a autoridade não é exercício de poder, mas a qualificação para serviço que se exprime na entrega de si mesmo para o bem comum. | ” |

A Bíblia do Peregrino comenta a passagem por meio de notas de rodapé relativas a Mateus 20:20–28 e Marcos 10:35–45, nas quais observa que:
1. existe um precedente bíblico de pedido de mão junto a autoridade em favor dos filhos em: I Reis 1:15–21;
2. Jesus havia feito a Promessa dos Doze Tronos em: Mateus 19:28;
3. antes houve uma discussão entre dos discípulos para determinar qual deles seria o maior: Marcos 9:33–37;
4. os irmãos deveriam ter a expectativa de que Jesus seria um Messias que teria poderes políticos, e lembraram que eles estiveram dentre os primeiros que Jesus chamou para segui-lo (Marcos 1:19–20) e que eles tiveram o privilégio de juntamente com Pedro testemunhar a Ressurreição da Filha de Jairo (Marcos 5:35–43);
5. juntamente com Pedro, Tiago e João estiveram presentes na Transfiguração de Jesus, e foram os discípulos que Jesus chamou logo após chamar Pedro e André (Mateus 4:18–22), o que indicaria que os dois estariam entre os favoritos de Jesus, mas depois de Pedro;
6. existem algumas passagens no Antigo Testamento nas quais a "taça" é associada ao sofrimento: Jeremias 25:15–29, Isaías 51:17–23 e Salmos 75:9; e outras que preveem o sofrimento do Messias: Salmos 42:8, Salmos 69:2–16 e Salmos 124:4;
7. a mãe dos filhos de Zebedeu estará entre as testemunhas da Crucificação de Jesus: Mateus 27:56;
8. Tiago viria a ser mártir: Atos 12:2[9];
9. nem tudo que se pede pode ser concedido, questão que será também abordada em Romanos 8:26–27;
10. a forma como os pagãos exercem o poder no mundo, de modo autoritário e tirânico, não pode servir de modelo para àqueles que seguem a Jesus, na comunidade dos seguidores de Jesus haverá autoridade, mas tal autoridade não será exercida pela ostentação de poder, mas com o espírito de serviço (cf. I Pedro 5:1–4);
11. a comunidade dos que seguem a Jesus deve ser regida por princípios opostos àqueles que regem o mundo, pois a ambição deve ser substituída pelo espírito de serviço, o que não significa que o serviço seja um meio para obter o primeiro lugar, mas que no serviço reside a dignidade;
12. "servir" deixa de ser uma condição de inferioridade como em: Gênesis 25:23;
13. no relato presente no Evangelho de Marcos, Jesus também fala em batismo, que teria um conteúdo diferente do batismo feito por João Batista, há outras referências a essa outra modalidade de batismo em Romanos 6:3–4;
14. para melhor compreensão do conceito de resgate indica os seguintes trechos: Gênesis 44:33, Levítico 25:48-49, Isaías 53:12, I Timóteo 2:6, Romanos 3:24, I Coríntios 1:30, Efésios 1:7–14 e Salmos 49:8–10[10].

A Tradução Ecumênica da Bíblia comenta a passagem por meio de notas de rodapé e indicações de paralelismos relativas a Mateus 20:20–28 e Marcos 10:35–45, nas quais observa que::
1. no relato encontrado no Evangelho de Marcos, são os próprios Tiago e João que fazem  o pedido e não a mãe deles;
2. para melhor compreensão do que Jesus quis dizer com "beber a taça", indica a leitura de: Marcos 14:36, Mateus 26:39 e João 18:11;
3. existem algumas passagens no Antigo Testamento nas quais a "taça" é associada ao sofrimento: Salmos 75:9, Isaías 51:17–22, Jeremias 25:15 e Ezequiel 23:31–34;
4. no relato encontrado no Evangelho de Marcos, além da referência à "taça" existe também a referência de um batismo que designa os sofrimentos que submergem o homem entregue à provação em geral e, mais particularmente, à morte do martírio;
5. Tiago morreu como mártir por volta do ano 44 em Jerusalém (Atos 12:2);
6. em relação a questão do serviço existem paralelismos com: Mateus 23:11, Marcos 9:33–37, Lucas 9:46–48 e Filipenses 2:7;
7. em relação a questão do resgate existem paralelismos com: I Timóteo 2:6, Mateus 26:28, Marcos 14:24, Êxodo 24:8, Jeremias 31:31, Zacarias 9:11, Hebreus 9:20 e Isaías 53:12.